# ماوکوویتسه (استان اوپوله)
ماوکوویتسه (به لهستانی: Małkowice) یک منطقهٔ مسکونی در لهستان است که در گمینا گووگووک واقع شده‌است.